# Flugplatz Laucha

i7
i11
i13

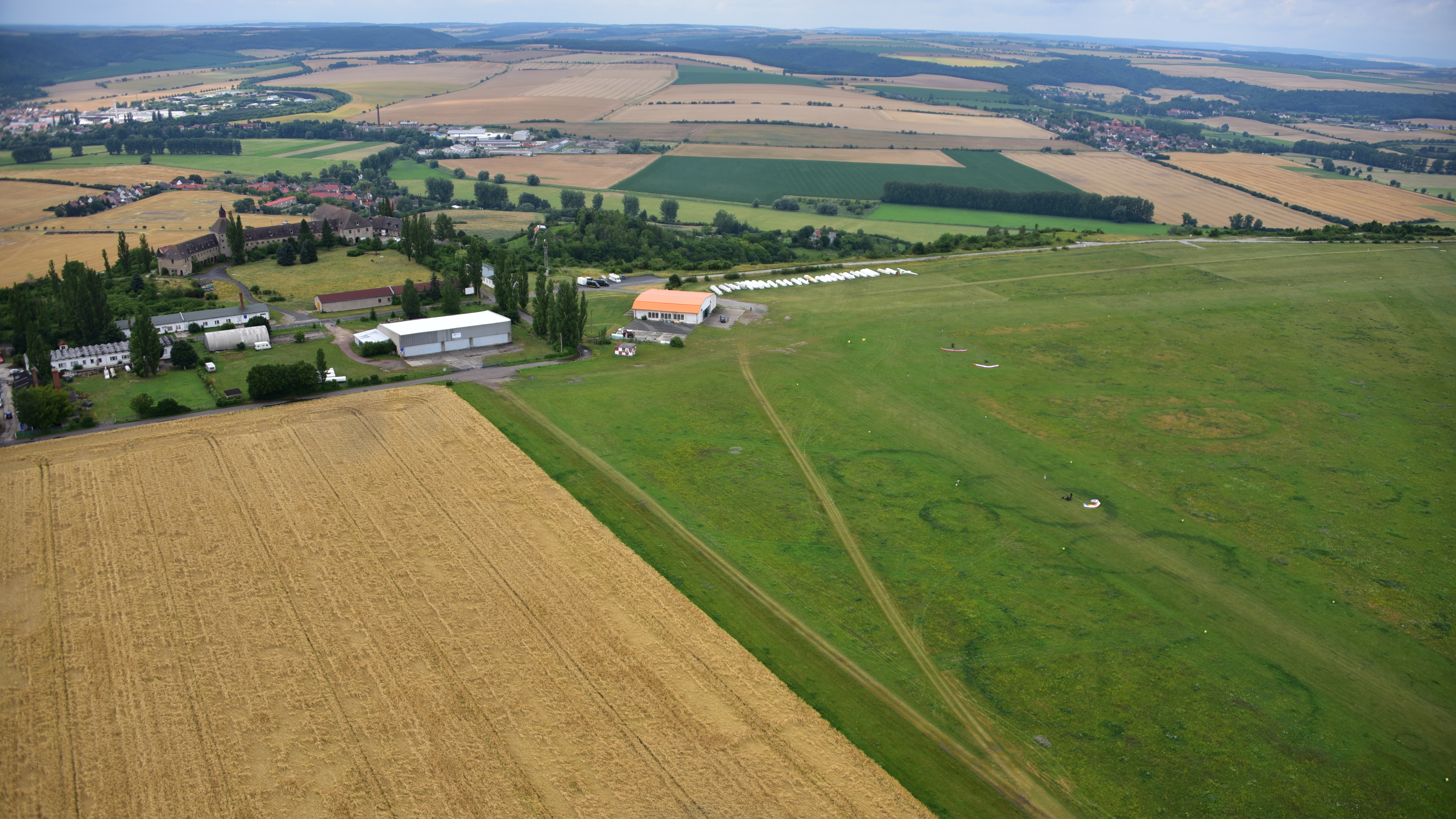
Vorfeld und Hangars (2017)

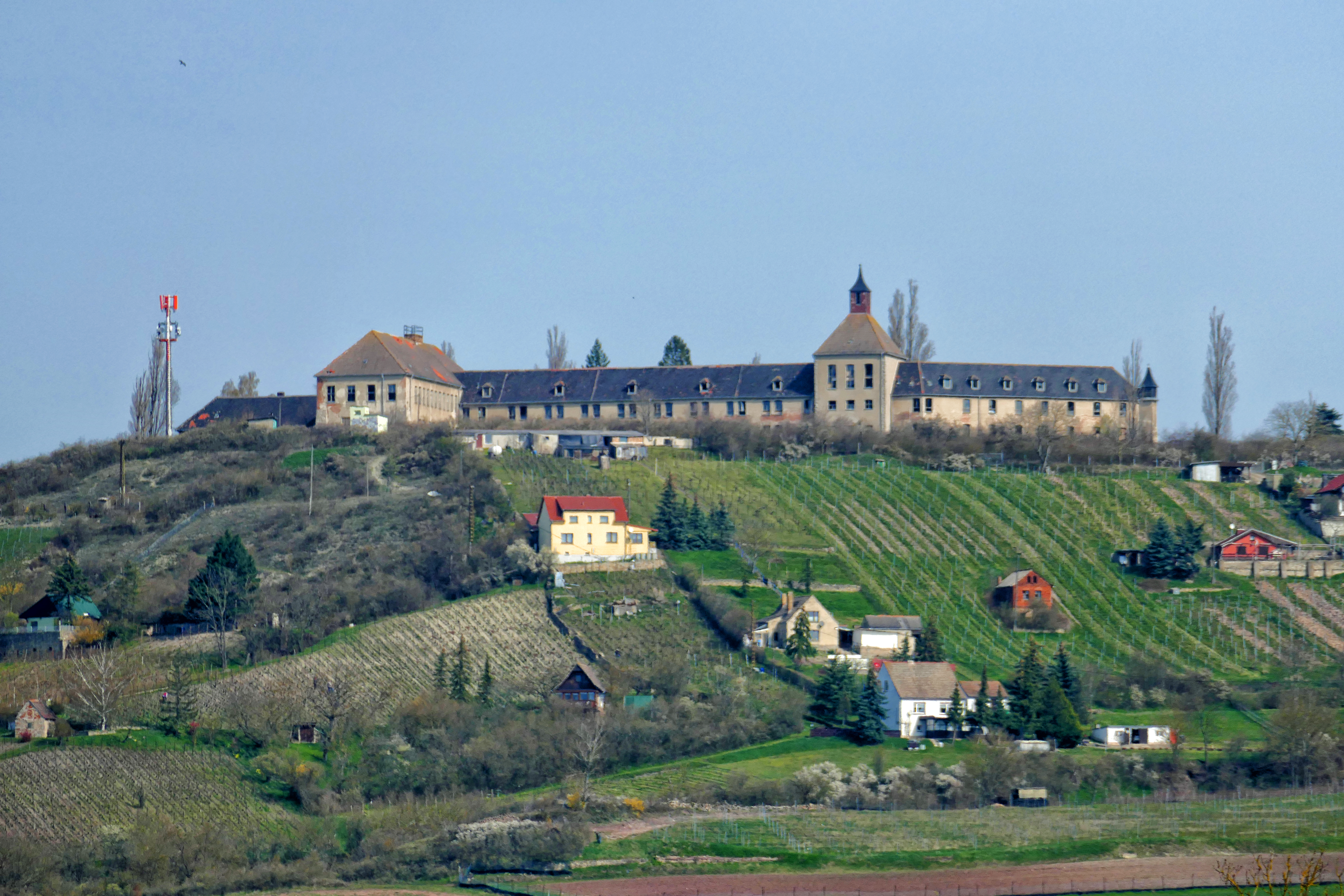
Alte Fliegerschule

Der Flugplatz Laucha (ICAO-Code: EDBL) ist ein Sonderlandeplatz auf dem Gebiet der Stadt Laucha an der Unstrut im Burgenlandkreis von Sachsen-Anhalt.

## Geschichte
Der Flugplatz diente ab 1932 als Segelflugübungsplatz und ab 1937 als Reichssegelflugschule. Er wurde dann zur Ausbildung des fliegerischen Nachwuchses der Luftwaffe genutzt, gegen Kriegsende als Feld- und Notlandeflugplatz. Am 12. April 1945 wurden viele Flugplatzeinrichtungen vor der Besetzung durch US-Truppen gesprengt.

## Flugbetrieb
Im Sommer fliegen zahlreiche Luftsportler bei Laucha. An den Hängen der Unstrut nutzen Segelflieger und viele Gleitschirmflieger die Thermik und bei Südwest- bzw. Westwind den Hangaufwind. Segelflug wird dort seit den 1920er Jahren betrieben.
Das ca. 85 Hektar große Gelände ist für alle Luftsportarten zugelassen.
Die 720 m lange Grasbahn liegt in Ost-West-Richtung (09/27). Auf ihr können Maschinen bis 5,7 t landen.

## Besondere Veranstaltungen (Auswahl)
- Jedes Jahr zu Himmelfahrt und am Wochenende nach Himmelfahrt finden auf dem Flugplatz Flugtage statt.[4]

## Nutzer des Platzes
Die Stadt Laucha an der Unstrut ist Halter des Platzes. Die Nutzer sind der Luftsportverein Laucha Dorndorf, der Flugmodellsportclub „Unstruttal“ und das Haus der Luftsportjugend.

## Zwischenfälle
Am 17. Juni 2011 stürzte beim Flugplatz Laucha ein Segelflugzeug ab; der Pilot starb.